# Nationaal museum van Tokio
Het Nationaal museum van Tokio (TNM) (Japans: 東京国立博物館 Tōkyō Kokuritsu Hakubutsukan) is een museum gelegen in het Uenopark in de speciale wijk Taito in Tokio. 
Het is het oudste van de nationale musea, het grootste kunstmuseum van Japan, en een van de grootste kunstmusea wereldwijd in tentoonstellingsruimte.
De collectie van het museum bevat meer dan 110.000 objecten waarvan 87 geklassificeerd zijn als van onschatbare waarde voor het Japans Nationaal erfgoed en 610 als waardevol nationaal erfgoed. Naast Japanse kunst, is er ook een ruime collectie Aziatische kunst, veelal van culturen langs de Zijderoute.
Met 38.000 m² expositieruimte behoort het museum tot de tien grootste kunstmusea ter wereld. Deze expositieruimte ligt verspreid over meerdere gebouwen: Honkan (本館), Tōyōkan (東洋館), Hyōkeikan (表慶館), Heiseikan (平成館), Hōryū-ji Hōmotsukan (法隆寺宝物館) en Shiryōkan (資料館). De tuinen van het museum zijn ook regelmatig te bezoeken en bieden per seizoen andere beelden.
Informatie in het museum wordt ter beschikking gesteld in het Japans, Chinees, Engels, Frans, Duits, Koreaans en Spaans. Het museum telt circa 1,4 miljoen bezoekers per jaar.